# 金井清志
金井 清志（かない きよし、嘉永5年7月29日（1852年9月12日） - 昭和8年（1933年）4月18日）は日本の政治家、実業家。

## 来歴
信濃国安曇郡杏村（現長野県松本市）に生まれる。金井磯衛の長男。明治6年（1873年）に梓村の副戸長に任命される。同13年（1880年）長野県会議員に当選し常置委員となる。同15年（1882年）副議長を務め、県内道路7路線を選定し開削工事を起工した。同16年（1883年）下伊那郡長となり、翌年（1884年）には激化事件の飯田事件が起きたが、暴発を未然に防いだ。同19年（1886年）上伊那郡長となり、仮設の郡役所と警察署を新築した。同25年（1892年）の第2回衆議院議員総選挙に当選。同28年（1895年）には郷里の南安曇郡長に就任した。
明治33年（1900年）には実業界に進出し、伊那に上伊那銀行、郷里に梓商業銀行を創立して頭取となった。同40年（1907）、伊那電気軌道（現飯田線）の創立に尽力して取締役となり、伊那谷の鉄道敷設に貢献した。
昭和8年（1933年）没。享年82。同11年（1936年）には上伊那郡町村長会をはじめ多くの人々の発起により伊那市の常円寺境内（丸山公園）に胸像が建立された。